# Abbottabad
Abbottabad (urdu: ایبٹ آباد, trl. Abbaṭṭ’ābād, trb. Abbattabad) – miasto w Pakistanie, kurort turystyczny położony około 60 km (w linii prostej) na północny wschód od Islamabadu. Znajduje się na wysokości 1260 m n.p.m. w zielonej dolinie Orāsh w północnej części kraju (w prowincji Chajber Pasztunchwa), reklamuje się hasłem The city of Pines („Miasto sosen”). Siedziba administracyjna dystryktu Abbottabad (dawniej określanego mianem tehsil Hazara, będącego częścią większego dystryktu Hazara). W 2010 roku miasto liczyło 148 587 mieszkańców.
Angielska nazwa Abbottabad ustanowiona została na cześć XIX-wiecznego indyjskiego – w czasach Indii Brytyjskich – generała, kawalera Orderu Łaźni, sir Jamesa Abbotta. W latach 1847–1853 był on (wówczas w stopniu majora) pierwszym wicekomisarzem dystryktu Hazara, którego siedzibę ustanowiono w tej miejscowości w 1853 roku. Prawa miejskie przyznano jej w 1867 roku, w 1901 roku miasto liczyło 7764 mieszkańców; w 1981 – około 66 tysięcy, a w 1998 – ok. 106 tysięcy.
Po uzyskaniu przez Indie i Pakistan niepodległości i w związku z indyjsko-pakistańskim sporem o Kaszmir w pobliżu miasta znajdowały się bazy bojowników islamskich walczących głównie w Kaszmirze. W samym kurorcie osiedlili się liczni emerytowani oficerowie pakistańscy. Od 2005 roku znajdowała się też tutaj ufortyfikowana siedziba Usamy ibn Ladina, w której ok. godz. 1 w nocy 2 maja czasu miejscowego (22 wieczorem 1 maja czasu środkowoeuropejskiego) 2011 roku poniósł on śmierć z rąk amerykańskich sił specjalnych Navy SEALs. Akcję przeprowadzono po kilkuletnich poszukiwaniach.